# مقاطعة كهكيلويه
مقاطعة كهغيلويه (بالفارسية: شهرستان کهگیلویه) هي مقاطعة في محافظة كهكيلويه وبوير أحمد في إيران. عاصمة المقاطعة هي دهدشت. في تعداد عام 2006م، سكان المقاطعة (بما في ذلك الأجزاء التي انشقت لتشكيل مقاطعة تشرام ومقاطعة لنده) 189,939 نسمة في 36,038 عائلة، وباستثناء تلك الأجزاء، كان عدد السكان 132,550 نسمة في 25,052 عائلة. المقاطعة مقسمة إلى ثلاث نواحي: الناحية المركزية وناحية جاروسا وناحية ديشموك. ويتبعها أربعة مدن هي: دهدشت وسوق وقلعه رئيسي وديشموك.